# طاقة الدويرة

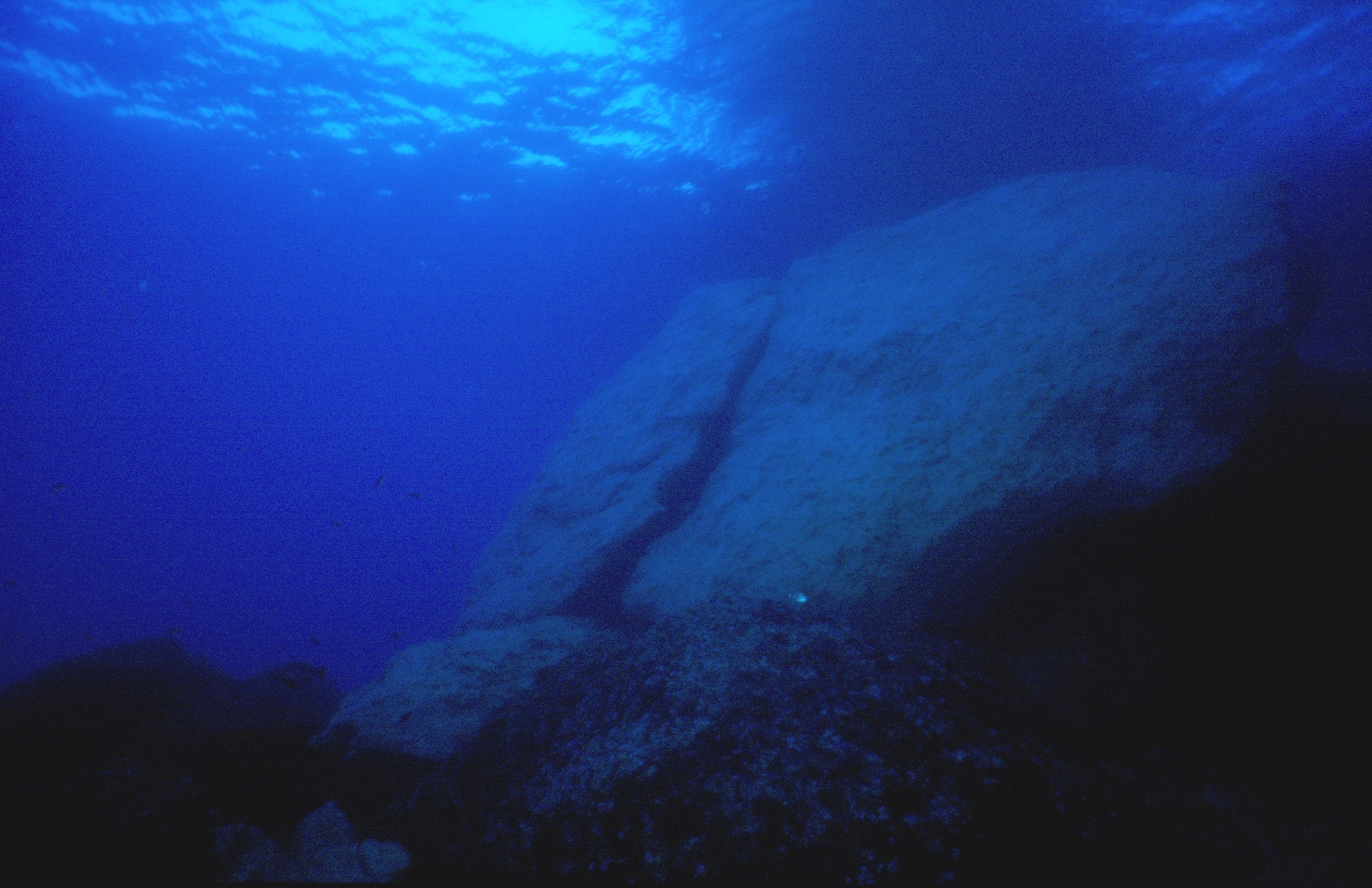
جزء من العمود الذي وقع في 2012

الطاقة الزرقاء (بالمالطية: It-Tieqa Żerqa) ويقال لها أيضا طَاقَةُ الدُّوَيْرَة (بالمالطية: It-Tieqa tad-Dwejra) نسبة إلى خليج الدويرة. وهي قوس طبيعي من الحجر الجيري بطول 28-متر (92 قدم) في جزيرة غودش في مالطة. والطاقةُ لغةً هي النافذة والفتحة في الجدار. كان يقع في خليج دويجرا في حدود سان لورنز، على مقربة من البحر الداخلي وجبلة الجنرال. وكانت واحدة من مناطق الجذب السياحي الرئيسية في مالطة. القوس، جنبا إلى جنب مع المعالم الطبيعية الأخرى في مجال الدويرة، صورت في عدد من الأفلام العالمية وغيرها من تصوير وسائل الاعلام.
كان التشكيل راسيا على الطرف الشرقي من جرف يطل على البحر، مرتكزا على دعامة قائمة بذاتها في البحر إلى الغرب من الجرف. أنشئت عندما انهار اثنين من كهوف البحر من الحجر الجيري. بعد سنوات من عوامل التعرية الطبيعية مما تسبب في وقوع أجزاء من القوس في البحر، انهار قوس والدعامة بشكل كامل خلال عاصفة في 8 مارس/أذار 2017.